# Anders Andelius
Tage Anders Johan Andelius, född 28 februari 1923 i Järbo, död 26 maj 1983 i Mora, var en svensk skådespelare.

## Filmografi
- 1946 – Ungdom i fara
- 1946 – Det är min modell
- 1947 – Krigsmans erinran
- 1947 – Här kommer vi
- 1947 – Tant Grön, Tant Brun och Tant Gredelin
- 1947 – Dynamit
- 1948 – Främmande hamn
- 1948 – Soldat Bom
- 1948 – På dessa skuldror
- 1949 – Bara en mor
- 1949 – Vi bygger framtiden
- 1950 – Restaurant Intim
- 1950 – Kyssen på kryssen
- 1950 – Motorkavaljerer
- 1950 – Kvartetten som sprängdes
- 1951 – Livat på luckan
- 1952 – Trots
- 1952 – Kärlek
- 1952 – Kalle Karlsson från Jularbo
- 1953 – Sommaren med Monika
- 1953 – Flickan från Backafall
- 1953 – Dumbom
- 1954 – Simon syndaren
- 1954 – Östermans testamente
- 1955 – Den underbara lögnen
- 1956 – Skorpan
- 1959 – Himmel och pannkaka
- 1961 – Stöten
- 1963 – The Hook
- 1966 – Ön
- 1967 – The Wild Wild West

## Teater

### Roller (ej komplett)
| År   | Roll            | Produktion                                                        | Regi             | Teater                   |
| ---- | --------------- | ----------------------------------------------------------------- | ---------------- | ------------------------ |
| 1950 | Förste ligisten | Simon trollkarlen Tore Zetterholm                                 | Ingrid Luterkort | Helsingborgs stadsteater |
| 1950 | Mullahn         | Vävaren i Bagdad Hjalmar Bergman                                  | Keve Hjelm       | Helsingborgs stadsteater |
| 1951 | Pedro           | Millionären från Peru Hans Adler och Alexander Steinbrecher       | John Zacharias   | Helsingborgs stadsteater |
| 1951 | Henry           | Onkel Toms stuga Harriet Beecher Stowe                            | Carl-Henrik Fant | Dramaten                 |
| 1951 |                 | Markens gud Paul Green                                            | Börje Mellvig    | Riksteatern              |
| 1952 | Stekpannan      | South Pacific Richard Rodgers, Oscar Hammerstein och Joshua Logan | Sven Aage Larsen | Oscarsteatern            |
| 1956 |                 | Tolvan Alf Henrikson                                              | Karl-Erik Flens  | Boulevardteatern         |

### Fotnoter
1. ↑  ”Anders Andelius”. Svensk Filmdatabas. http://www.sfi.se/sv/svensk-filmdatabas/Item/?type=PERSON&itemid=62450&ref=%2ftemplates%2fSwedishFilmSearchResult.aspx%3fid%3d1225%26epslanguage%3dsv%26searchword%3dAnders+Andelius%26type%3dPerson%26match%3dBegin%26page%3d1%26prom%3dFalse. Läst 21 september 2012.
2. ↑  ”Teater Musik Film: 'Markens gud' i Norrköping”. Dagens Nyheter:  s. 9. 7 juni 1951. https://arkivet.dn.se/tidning/1951-06-07/150/9. Läst 3 juni 2018.
3. ↑  ”South Pacific”. Musikverket. http://calmview.musikverk.se/CalmView/Record.aspx?src=CalmView.Performance&id=PERF25008&pos=141. Läst 11 juni 2015.
4. ↑  ”Teaterannons”. Dagens Nyheter:  s. 36. 30 augusti 1956. http://arkivet.dn.se/arkivet/tidning/1956-08-30/235/36. Läst 18 mars 2016.